# Ferdinand von Langenau

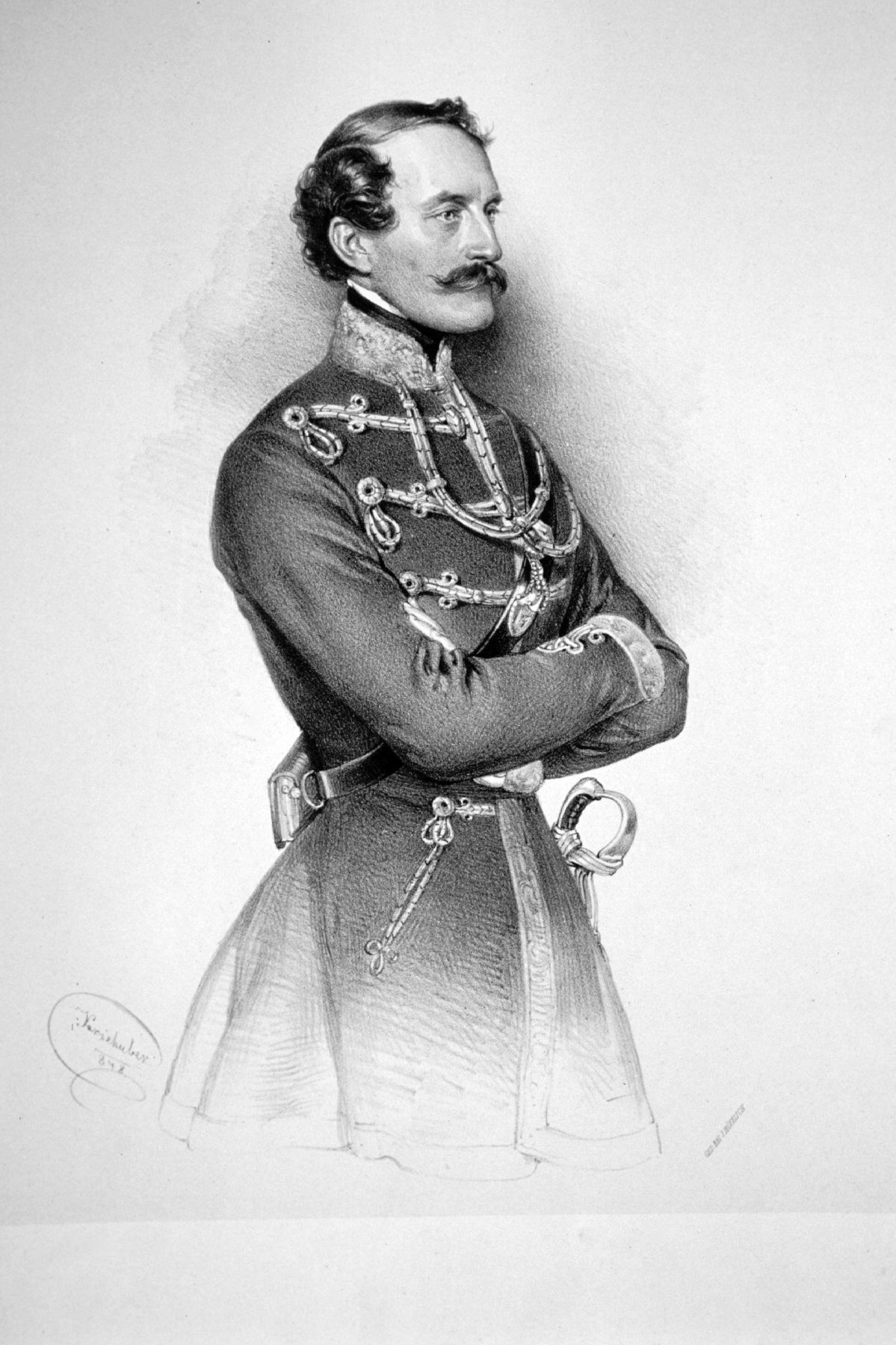
Ferdinand von Langenau als Husarenmajor, 1848

Ferdinand Freiherr von Langenau (* 8. Februar 1818 in Linz; † 19. Jänner 1881 in Wien) war ein österreichischer Botschafter und General der Kavallerie.

## Leben
Ferdinand von Langenau war der Sohn des Feldzeugmeisters und Theresieritters Friedrich Karl von Langenau (1782–1840), der 1827 in den Freiherrnstand erhoben worden war.

### Militärische Laufbahn
Ferdinand von Langenau wurde 1834 Unterleutnant, 1835 Oberleutnant, 1837 Rittmeister zweiter Klasse und 1841 Rittmeister erster Klasse. Er wurde Generalquartiermeister in Galizien. 1849 wurde er zum Niederschlagen der Ungarischen Revolution den russischen Interventionstruppen überlassen. Nach einem Gefecht in Vác am 10. April 1849 wurde sein linkes Bein amputiert und er am 11. Oktober 1849 zum Generalmajor der Reserve befördert.

### Diplomatische Laufbahn
Von 1850 bis 1851 war er außerordentlicher Gesandter und Ministre plénipotentiaire an den Höfen von Hannover, Oldenburg und Braunschweig. Vom 13. Dezember 1851 bis zum 14. Februar 1855 war er außerordentlicher Gesandter und Ministre plénipotentiaire in Schweden. Von 1855 bis 1859 war er außerordentlicher Gesandter und Ministre plénipotentiaire in Norwegen. 
Nachdem Langenau am 15. November 1859 (mit Rang vom 28. April des Jahres) zum Feldmarschallleutnant befördert worden war, diente er vom 17. November 1859 bis zum 18. September 1871 als außerordentlicher Gesandter und Ministre plénipotentiaire in Den Haag. Im Jahr 1864 wurde er Geheimer Rat. Ab 1867 vertrat er sodann Österreich-Ungarn. Der Kaiser ehrte ihn noch am 16. Mai 1870 mit dem Titel eines Generals der Kavallerie ad honores, bevor er vom 18. September 1871 bis zu seiner Pensionierung zum 12. Januar 1880 noch die Gesandtschaft in Sankt Petersburg leitete. Während dieser Amtszeit avancierte der General am 4. März 1874 zum Botschafter.

### Heirat mit Amalia von Haffner
Am 27. April 1856 heiratete er in einer deutschen lutherischen Kirche Stockholms Amalia, genannt Amélie (* 28. Dez. 1830 oder 1833; † 7. Okt. 1902), die älteste Tochter des königlich dänischen Kammerherren Wolfgang von Haffner auf Egholm und vielleicht der Wilhelmine von Krieger 
– sie heirateten 1832. Amelie schloss sich später (1890) als Witwe in Wien den Methodisten an.